# Marco Velázquez
Marco Antonio Velázquez Ugalde, född 29 september 1992, är en mexikansk roddare.

## Karriär
Vid VM 2024 i St. Catharines tog Velázquez guld tillsammans med José Navarro, Miguel Carballo och Rafael Mejía i lättvikts-scullerfyra, vilket var Mexikos första VM-guld i rodd genom tiderna.